# Phare d'Agö
Le phare d'Agö (en suédois : Agö fyr) est un phare situé sur l'île d'Agön, appartenant à la commune de Hudiksvall, dans le Comté de Gävleborg (Suède).

## Histoire
Agön est une île dans la mer de Botnie à environ 30 kilomètres au sud-est d'Hudiksvall dans la province d'Hälsingland. Elle fait partie de la réserve naturelle d'Agön-Kråkön .
Ce phare est positionné comme le plus à l'est de Suède. La première station de signalisation existait depuis 1860. La lumière d'origine était installée sur le toit d'une maison en bois et a été retiré lorsqu'un nouveau phare a été construit contre le pignon de la maison en 1884. Celui-ci est désormais éteint mais il a été habité jusqu'en 1973. Il a été remplacé depuis 1970 par une tour en béton armée de 15 mètres de haut à environ 10 mètres de l'ancien phare. Il est électrifié et automatisé depuis 1973.

## Description
Le phare  est une tour circulaire en béton de 15 mètres de haut, avec une galerie et une lanterne. La tour est peinte en blanc et porte une bande rouge en son milieu. Il émet, à une hauteur focale de 31 mètres, un long éclat blanc, rouge et vert selon différents secteurs toutes les 6 secondes. Sa portée nominale est de 9 milles nautiques (environ 17 km) pour le feu blanc et de 6 milles nautiques (environ 11 km) pour le feu rouge et vert.
Identifiant : ARLHS : SWE-078 ; SV-1698 - Amirauté : C6060 - NGA : 107624 .

## Caractéristique dufeu maritime
Fréquence : 6 secondes (W-R-G)
- Lumière : 5 secondes
- Obscurité : 1 seconde

### Lien connexe
- Liste des phares de Suède